# Rivière Coulombe Nord
Pour les articles homonymes, voir Coulombe.
La rivière Coulombe Nord est un tributaire de la rivière Coulombe laquelle se déverse dans le lac Aylmer traversé par la rivière Saint-François qui constitue un affluent de la rive sud du fleuve Saint-Laurent.
Le cours de la rivière Coulombe Nord coule sur la Rive-Sud du fleuve Saint-Laurent, au Québec, Canada. Elle traverse le territoire des municipalités de :
- Saints-Martyrs-Canadiens, située dans la MRC d'Arthabaska, dans la région administrative du Centre-du-Québec ;
- Beaulac-Garthby, située dans la municipalité régionale de comté (MRC) des Appalaches, dans la région administrative de l'Estrie.

## Géographie
Les principaux bassins versants voisins de rivière Coulombe Nord sont :
- côté nord : lac Breeches, lac Sunday ;
- côté est : rivière Moose, cours d'eau de la Longue Pointe, lac Aylmer, rivière Saint-François ;
- côté sud : lac Aylmer, baie Ward, rivière Saint-François ;
- côté ouest : rivière au Canard.

La rivière Coulombe Nord prend sa source à l'embouchure d'un petit lac de marais situé du côté nord de la route 161, à 1,7 km au sud du lac Sunday, 3,1 km à l'est du centre du village de Saints-Martyrs-Canadiens et à 2,6 km au sud du lac Breeches.
À partir du lac de tête, la rivière Coulombe Nord coule sur 16,0 km selon les segments suivants :
- 3,9 km vers le nord-est, puis l'est, jusqu'à un ruisseau (venant du nord-est) ;
- 3,4 km vers le sud-est, en parallèle (côté sud) à la limite de la municipalité de Disraeli, jusqu'à la limite municipale de Beaulac-Garthby ;
- 8,7 km vers le sud-est, jusqu'à son embouchure.

La rivière Coulombe Nord se déverse en zone forestière sur la rive nord de la rivière Coulombe, dans la municipalité de Beaulac-Garthby.

## Toponymie
Le toponyme Rivière Coulombe Nord a été officialisé le 5 décembre 1968 par le Gouvernement du Québec.